# Phyllomyias
Phyllomyias là một chi chim trong họ Tyrannidae.